# Macrophiothrix capillaris
Macrophiothrix capillaris är en ormstjärneart som först beskrevs av George Richard Lyman 1879.  Macrophiothrix capillaris ingår i släktet Macrophiothrix och familjen Ophiothrichidae. Inga underarter finns listade i Catalogue of Life.

## Bildgalleri

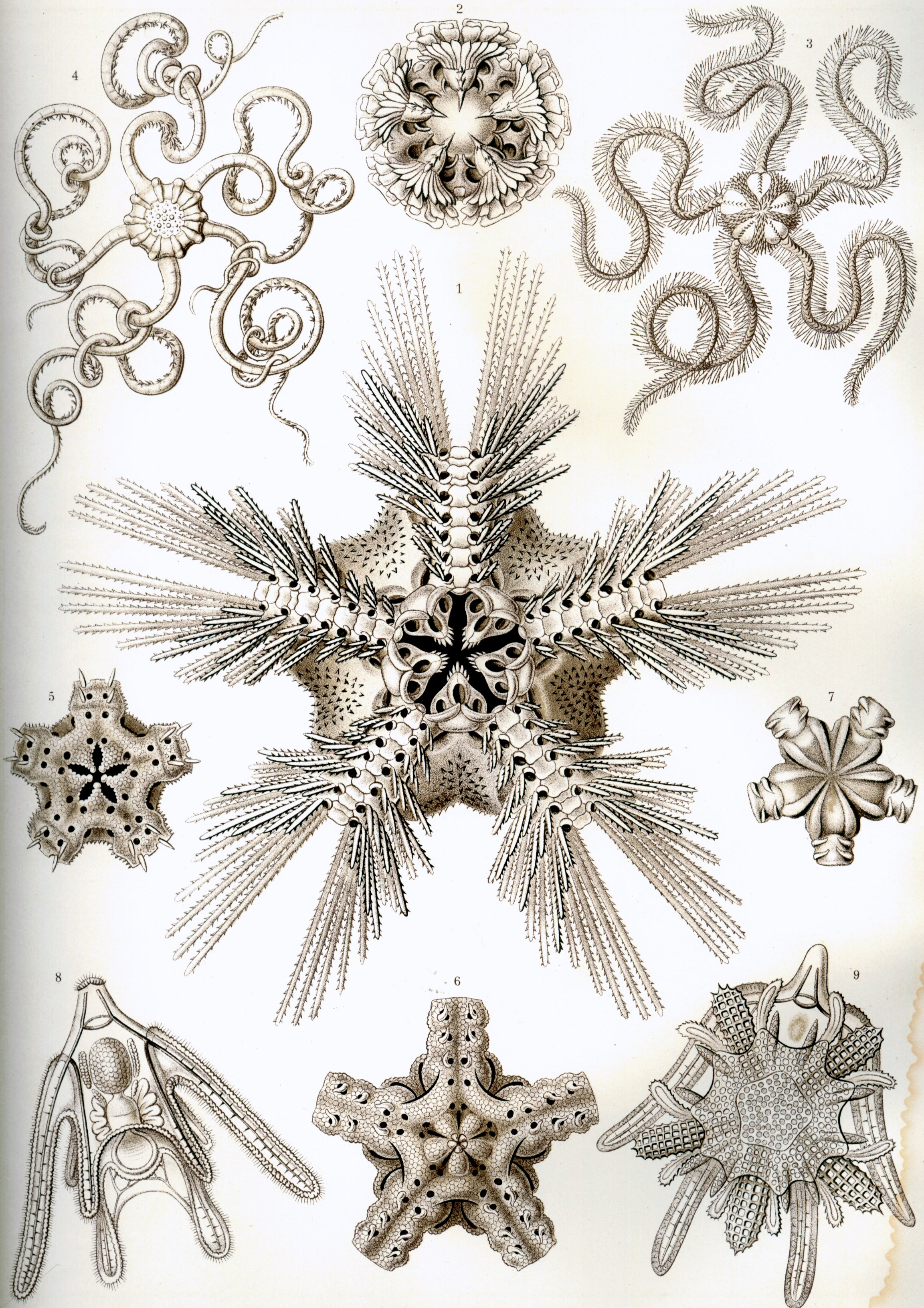